# Nicaragua-Buntbarsch
Der Nicaragua-Buntbarsch (Hypsophrys nicaraguensis) ist ein Süßwasserfisch aus der Familie der Buntbarsche, der in Nicaragua im Managuasee, im Nicaraguasee, im Xiloásee, im Río San Juan sowie in Costa Rica in Flüssen, die in die Karibik münden, vorkommt.

## Merkmale
Nicaragua-Buntbarsche haben einen ovalen, seitlich stark abgeflachten Körper und ein stark gebogenes Kopfprofil mit dem Maul in der unteren Kopfhälfte. Männchen können eine Länge von 25 cm erreichen, Weibchen bleiben etwas kleiner. Farblich sind die Fische sehr variabel, Exemplare aus Nicaragua sollen einen bronzefarbenen Kopf und Rücken haben, solche aus Costa Rica einen blaugrünen bis grüngelben. Grundfarbe ist dunkelgelb bis hellbraun. Kopf, Brust und teilweise auch die vordere Körperhälfte sind hellblau bis grünlich. Die Schuppen glänzen golden und haben, vor allem in der hinteren Körperhälfte, dunkle Ränder. Je nach Stimmung zeigen die Fische ein mittiges, dunkles Längsband, das direkt hinter dem Auge beginnt und bis auf den Schwanzstiel reicht. Je ein dunkler Fleck liegen auf der Körpermitte und auf dem Schwanzstiel. Ältere Männchen entwickeln oft einen Stirnbuckel und zeigen weder das Längsband noch die dunklen Flecke. Weibchen sind kontrastreicher gefärbt und zeigen Längsband und die dunklen Flecke in den meisten Fällen auch noch im Alter. Die unpaaren Flossen sind gelblich bis hellbraun und bei den Männchen mit dunkleren Punkten und Linien gemustert. Die der Weibchen sind ohne Musterung. Jungfische zeigen 6 oder 7 nur undeutlich ausgeprägte senkrechte Binden.
- Flossenformel: Dorsale XVIII-IXX/9-11, Anale VII-VIII/7-9.
- Schuppenformel: mLR 29-35, SL 29-35/11-16.[2]

## Lebensweise
Nicaragua-Buntbarsche leben in tiefen (Xiloásee ca. 90 Meter) und flachen Seen (Managuasee ⌀ 8 Meter, Nicaraguasee ⌀ 12,5 Meter) und in mäßig bis stark strömenden Flüssen mit sandigem Bodengrund in den Seen und steinigem Boden in den Flüssen. Die Flüsse sind überwiegend klar, die Seen von reichen Phytoplanktonbeständen getrübt. Die Fischart ernährt sich von Schnecken und anderen Weichtieren, Mückenlarven, Detritus und Pflanzenteilen. Jungfische fressen aquatische Insekten.
Im Nicaraguasee leben die Nicaragua-Buntbarsche eher in tieferem Freiwasser (10 - 13 Meter) über Sandböden, während der ebenfalls dort vorkommende Zitronenbuntbarsch (Amphilophus citrinellus) flacheres Wasser von etwa 3 Meter Tiefe bevorzugt. Auch im Xiloasee bevorzugen die Nicaraguabuntbarsche das Freiwasser, zur Fortpflanzung begeben sie sich jedoch an die felsigen Küsten. Diese liegt im April in der Trockenzeit. Die Fische vermeiden so die Revierkonkurrenz mit den aggressiven Buntbarscharten Amatitlania nigrofasciata und Neetroplus nematopus, die vorher laichen. Gelaicht wird in selbst gegrabenen Mulden im Gewässergrund aber auch in Höhlen und Felsspalten, bevorzugt in solchen mit schräg stehenden Wänden. Ein Gelege besteht in den meisten Fällen aus 200 bis 400, in seltenen Fällen auch aus bis zu 1500 Eiern. Die Eier kleben nicht aneinander, ein Merkmal das sonst unter den Neotropischen Buntbarschen nur noch bei der südamerikanischen, ebenfalls auf sandigen Gewässerböden lebenden Gattung Geophagus vorkommt. Oft bewachen drei bis vier Weibchen gemeinsam ihre Gelege und ihre Jungfische. 

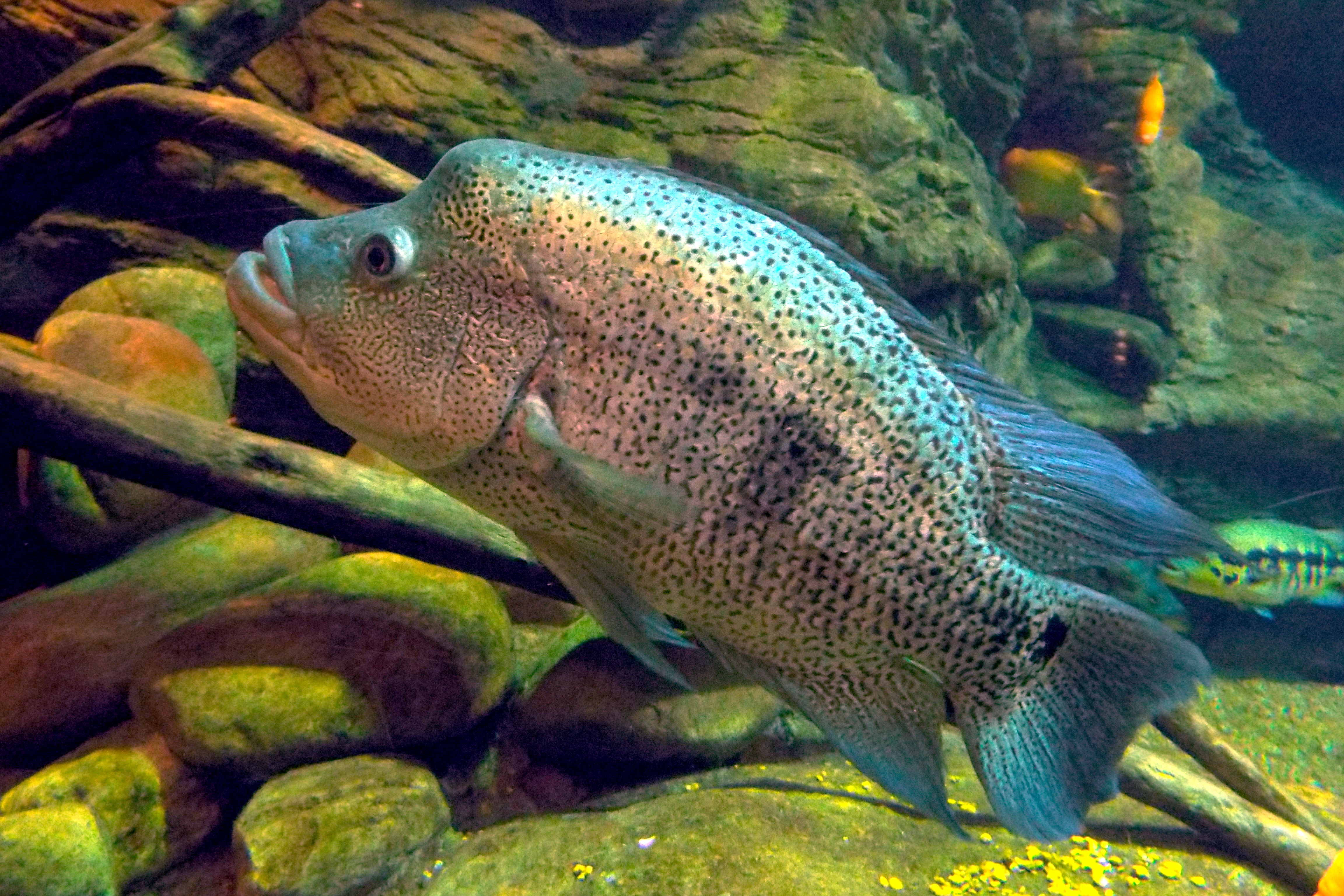
Parachromis dovii

Im Xiloásee wurde beobachtet, dass männliche Nicaragua-Buntbarsche die große fischfressende Buntbarschart Parachromis dovii beim Schutz ihrer Jungfische unterstützten. Die Brut von Parachromis dovii wird von Amatitlania nigrofasciata und Neetroplus nematopus, später, wenn sie größer sind, von der großen, fischfressenden Schläfergrundel Gobiomorus dormitor bedroht. Wird die Brut von einem Nicaraguabuntbarschmännchen zusätzlich zu den Eltern geschützt, so ist eine erfolgreiche Jungfischaufzucht wahrscheinlicher als bei einem alleinpflegenden Parachromis dovii-Paar. Parachromis dovii ist piscivor und erbeutet unter anderem die kleinen Buntbarscharten Amatitlania nigrofasciata und Neetroplus nematopus, ausgewachsene Nicaraguabuntbarsche sind zu groß. Der Nutzen für die Nicaraguabuntbarsche liegt darin, das es für sie leichter ist, sichere Laichplätze in der Felszone des Xiloásee zu besetzen wenn die Bestände der aggressiven Buntbarscharten zurückgehen.

## Systematik
Der Nicaragua-Buntbarsch wurde 1864 durch den deutschen Zoologen Albert Günther beschrieben und erhielt die wissenschaftliche Bezeichnung Heros nicaraguensis. Die Gattung Hypsophrys war schon 1859 durch den amerikanischen Naturforscher Louis Agassiz zusammen mit der Beschreibung von Hypsophrys unimaculatus eingeführt worden. Der mexikanische Ichthyologe Juan J. Schmitter-Soto ordnete den Nicaraguabuntbarsch 2007 der Gattung Hypsophrys zu und machte Hypsophrys unimaculatus zu einem Synonym von Hypsophrys nicaraguensis. Die Prioritätsregel der biologischen Nomenklatur, nach der ältere Namen Vorrang vor jüngeren (später publizierten) Namen haben, wurde dabei nicht verletzt, da die Beschreibung von Hypsophrys unimaculatus ungenügend ist und der Name deshalb als Nomen nudum gilt. Im gleichen Jahr wurde die Gattung Neetroplus mit Hypsophrys synonymisiert und Hypsophrys erhielt mit Hypsophrys nematopus eine zweite Art. Im April 2016 wurde dies wieder rückgängig gemacht und Neetroplus wieder zu einer eigenständigen Gattung, obwohl unstrittig ist, dass Hypsophrys nicaraguensis und Neetroplus nematopus Schwesterarten sind. Die beiden Arten unterscheiden sich jedoch deutlich in ihrer Schädel- und Zahnmorphologie, in ihrer Ernährungsweise, ihrer ökologischen Nische, in ihrer Brutfärbung und die Zuordnung der beiden Arten in zwei Gattungen ist damit mehr im Einklang mit den Grundlagen der Klassifikation der übrigen mittelamerikanischen Buntbarsche. Weitere Synonymbezeichnungen der Art sind Cichlasoma nicaraguensis, Cichlasoma spilotum, Copora nicaraguensis und Heros baalteatus.